# Bradysia leptoptera
Bradysia leptoptera är en tvåvingeart som beskrevs av Risto Kalevi Tuomikoski 1960. Bradysia leptoptera ingår i släktet Bradysia och familjen sorgmyggor.
Artens utbredningsområde är Finland. Inga underarter finns listade i Catalogue of Life.